# Amir Azrafshan
Amir Azrafshan (17 agosto 1987) è un allenatore di calcio ed ex calciatore svedese, di ruolo difensore.

## Biografia
È giunto in Svezia all'età di 10 anni al seguito della famiglia, stabilitasi presso la cittadina di Falun.

## Carriera

### Giocatore
La sua carriera da giocatore si è svolta interamente nelle serie dilettantistiche.
Tra il 2008 e il 2009 ha giocato nel Dalkurd, formazione che all'epoca militava rispettivamente nella quinta e nella quarta serie del calcio svedese. Sempre nel 2009, a stagione in corso, è tornato in quinta serie con il passaggio al Korsnäs IF. È rimasto nello stesso campionato anche nel 2010, disputato però con i colori del Falu FK, mentre nel 2011 è sceso ulteriormente di livello trasferendosi allo Skultorps IF nella sesta serie.
Azrafshan ha iniziato la stagione 2012 con il ritorno al Dalkurd, con cui ha avuto modo di collezionare un paio di presenze in Division 1, il terzo livello nazionale. A metà stagione è tornato a vestire la maglia di un'altra sua vecchia squadra, il Falu FK, con cui ha giocato per metà campionato in Division 2 e per due anni in Division 3. Ha militato in Division 3 anche nel 2015 con l'Hofors AIF, poi ha continuato a fare apparizioni in campionati ancora minori con altre squadre del Dalarna (IF Tunabro, Forssa BK) o di Stoccolma (Långholmen FC).

### Allenatore
Azrafshan ha iniziato a svolgere l'attività di tecnico nel 2013 al Falu FK, quando ancora ricopriva il ruolo di allenatore-giocatore. Nel 2015 si è seduto sulla panchina dell'IF Tunabro.
Nell'ottobre del 2015 è entrato a far parte dello staff del settore giovanile del Dalkurd, rivestendo i ruoli di capo dell'accademia Under-19 e di allenatore della squadra Under-21 del club. Nel maggio del 2017, la dirigenza sempre del Dalkurd (campionato di Superettan) lo ha scelto come assistente di Andreas Brännström in prima squadra, a seguito dell'esonero di Poya Asbaghi. Azrafshan è stato assistente allenatore del Dalkurd anche nel 2018 – quando la squadra ha disputato il primo campionato di Allsvenskan della propria storia – tuttavia il 25 maggio dello stesso anno, a causa del difficile avvio di stagione, ha rassegnato le dimissioni insieme al capo allenatore Azrudin Valentić.
Nel 2019 ha assunto la guida dell'FC Djursholm, squadra militante nella settima serie nazionale (Division 5) con cui ha conquistato la promozione.
Nonostante stesse allenando cinque categorie più in basso e nonostante non avesse mai ricoperto il ruolo di capo allenatore nei campionati professionistici, l'11 luglio 2020 Azrafshan è stato scelto dalla dirigenza dell'Östersund come sostituto del tecnico inglese Ian Burchnall, il quale era stato esonerato nel corso di quella settimana. In quel momento la squadra stava lottando per non retrocedere dall'Allsvenskan alla Superettan, ma ha poi chiuso il torneo 2020 ottenendo la salvezza diretta.
Il 2 settembre 2021 Azrafshan è stato esonerato dalla dirigenza dell'Östersund per mancanza di risultati: i rossoneri erano infatti ultimi in classifica con 9 punti dopo 17 giornate, anche con la complicità del blocco del mercato in entrata che aveva impedito alla società di tesserare nuovi giocatori sia nella finestra iniziata nel gennaio 2021 che nella seguente finestra estiva, oltre che dei problemi economici che portarono alla cessione di Thomas Isherwood.
Nel gennaio 2022 è stato ufficializzato il suo ritorno all'Östersund, questa volta nelle vesti di assistente allenatore del nuovo tecnico Magnus Powell. Il 2 giugno è stato reso noto che Azrafshan non avrebbe più ricoperto il ruolo, con il club che nel frattempo era penultimo in classifica nella Superettan 2022 dopo dieci giornate.
Il 10 giugno 2022, a pochi giorni di distanza dalla separazione con l'Östersund, Azrafshan è tornato al Dalkurd, questa volta con l'incarico di capo allenatore. In quel momento la squadra occupava il quartultimo posto nella Superettan 2022.